# 凱達諾沃
48°28′21″N 22°34′33″E / 48.47250°N 22.57583°E
凱達諾沃（烏克蘭語：Кайданово），是烏克蘭的村落，位於該國西部外喀爾巴阡州，由穆卡切沃區負責管轄，面積1.32平方公里，海拔高度112米，2001年人口1,224，人口密度每平方公里927.98人。